# 堪薩斯內戰
堪薩斯內戰（英語：Bleeding Kansas）或譯血濺堪薩斯、流血的堪萨斯，是1854年至1858年之間一系列围绕奴隸制的衝突。这场冲突发生在当时未建州的堪萨斯领地和临近的密苏里州，起因是南北方支持与反对奴隶制度的双方试图争夺堪萨斯领土的控制权，以决定堪萨斯是否以蓄奴州或自由州身份加入联邦。衝突特點為多年的選舉舞弊、突襲、襲擊以及報復仇殺。这场冲突對当时美国中部的政局，以及之後美國南北戰爭有重要影響。

## 背景
美国联邦政府与国会一直试图保持联邦内自由州与奴隶州的势力平衡。起初，1820年通过的密苏里折衷案规定凡是北纬36度30分以北的州一律为自由州（密苏里州除外），以南为蓄奴州。然而，1854年通过的堪薩斯-內布拉斯加法案却推翻了长期保持南北势力平衡的密苏里折衷案。此法案规定即将加入联邦的堪萨斯与内布拉斯加两地居民可以自行投票选择奴隶州或是自由州的身份。由于这两个州都位于北纬36度30分以北，所以引起了巨大的争议。反对奴隶制度的北方人认为这个法案会使原本应属于自由州地盘的堪萨斯州摇身一变成为蓄奴州。而支持奴隶制度的南方人认为，如果容忍堪萨斯成为自由州，身為蓄奴州的密苏里州将被自由州三面包围，陷入地理上的不利境地。
堪萨斯州无论加入哪方阵营，都有可能使美国南北双方在国会内势力失衡。因此，双方为了在堪萨斯州取得人头数上的优势，派遣了大量的移民移往堪萨斯地区。并为了争夺地盘发生了大量的流血冲突。在当时，两派都在堪萨斯成立了独立的地方政府，各有轄下城市，各有自己一套憲法：一為自由，一為蓄奴。兩派各自聲稱是合法的州政府。1861年1月29日，堪萨斯州终于以自由州身份加入了联邦，废奴主义获得胜利。仅仅在不到三个月后，南北战争爆发。